# 1374

## Родени
Гуарино Веронезе

## Починали
- 19 юли – Франческо Петрарка, италиански поет